# Аглаимов, Всеволод Петрович
Всеволод Петрович Аглаимов (28 февраля [11 марта] 1892, Херсон — 21 января 1965, Вашингтон) — русский офицер, ротмистр 12-го гусарского Ахтырского полка, участник Первой мировой войны и Белого движения на юге России.

## Биография
Из потомственных дворян Харьковской губернии. Образование получил в Кишинёвском реальном училище, где окончил полный курс.
В 1911 году окончил Николаевское кавалерийское училище, откуда выпущен был корнетом в 12-й гусарский Ахтырский полк, в рядах которого и вступил в Первую мировую войну. За боевые отличия был награждён всеми орденами до ордена Святого Владимира 4-й степени. Произведен в поручики 10 сентября 1914 года «за выслугу лет», в штабс-ротмистры — 20 февраля 1916 года.
В Гражданскую войну участвовал в Белом движении в составе Добровольческой армии и ВСЮР. С 22 февраля 1919 года — командир эскадрона своего полка, ротмистр. В Русской армии — полковник, командир дивизиона 3-го кавалерийского полка до эвакуации Крыма. Награждён орденом Святого Николая Чудотворца
За то, что в бою 17 июля 1920 года у д. М. Токмачка, командуя эскадроном под страшным огнем противника, по собственной инициативе стремительно атаковал неприятельскую 4-х орудийную батарею, лично изрубил прислугу и повернул захваченные в полной запряжке 3 орудия против красных, внеся панику в их ряды, чем дал возможность полку блестяще закончить атаку и захватить много пленных, пулеметы и другие трофеи.
На 18 декабря 1920 года — в составе 2-го кавалерийского полка в Галлиполи. В 1922—1923 годах возглавлял группу офицеров Ахтырского гусарского, Белгородского уланского и Изюмского гусарского полков на разборке старых военных укреплений в Белграде.
В 1923 году переехал во Францию, был служащим бюро, затем шофером в американском посольстве в Париже. Состоял членом правления Объединения бывших воспитанников Николаевского кавалерийского училища (1929) и председателем Объединения гусарского Ахтырского полка. Позднее переехал в США, с 1944 года служил картографом в американской армии.
Скончался в 1965 году в Вашингтоне. Похоронен на кладбище Рок-Крик.

## Награды
- Орден Святого Станислава 3-й ст. с мечами и бантом (ВП 5.12.1914)
- Орден Святой Анны 3-й ст. с мечами и бантом (ВП 5.12.1914)
- Орден Святой Анны 4-й ст. с надписью «за храбрость» (ВП 5.12.1914)
- Орден Святого Владимира 4-й ст. с мечами и бантом (ВП 28.02.1915)
- Орден Святого Станислава 2-й ст. с мечами (ВП 8.05.1916)
- Орден Святителя Николая Чудотворца (Приказ Главнокомандующего № 3705, 7 октября 1920)